# Nils Jansen
Nils Jansen (* 25. Februar 1967 in Hannover) ist ein deutscher Jurist und Rechtshistoriker. Er lehrt Römisches Recht, Privatrechtsgeschichte sowie Deutsches und Europäisches Privatrecht an der Universität Münster.

## Leben
Nils Jansen studierte von 1989 bis 1994 Rechtswissenschaften, Philosophie und Politikwissenschaft in Passau. 1994 legte er das Erste Juristische Staatsexamen ab. Anschließend war er Wissenschaftlicher Mitarbeiter bei Robert Alexy an der Universität Kiel, wo er 1997 mit der Arbeit Die Struktur der Gerechtigkeit promoviert wurde. Ein auf der Dissertation basierender Aufsatz Jansens wurde mit dem Young Scolar’s Prize der Internationalen Vereinigung für Rechts- und Sozialphilosophie ausgezeichnet. 1998 folgte das Zweite Juristische Staatsexamen. Von 1998 bis 2002 war Jansen Wissenschaftlicher Assistent bei Reinhard Zimmermann an der Universität Regensburg und während dieser Zeit von 1998 bis 1999 Assistant University Lecturer an der University of Cambridge. 2002 erfolgte in Regensburg die Habilitation mit der Arbeit Die Struktur des Haftungsrechts. 2022 erschien das Werk in englischer Übersetzung (The Structure of Tort Law).
2002 wurde Jansen auf die Professur für Bürgerliches Recht, Römisches Recht und Privatrechtsgeschichte sowie Rechtsphilosophie an der Universität Augsburg berufen. 2003 folgte er einem Ruf auf den Lehrstuhl für Deutsches und Europäisches Privatrecht, Römisches Recht und Privatrechtsgeschichte an der Universität Düsseldorf. Seit 2006 ist er Inhaber des Lehrstuhls für Römisches Recht und Privatrechtsgeschichte sowie Deutsches und Europäisches Privatrecht an der Universität Münster sowie Direktor am dortigen Institut für Rechtsgeschichte. Es folgten Gastprofessuren an der Duke University School of Law (2008), am St John’s College (Oxford) (2009) sowie an der Universität Stellenbosch (2015). 2014 lehnte er einen Ruf auf den Regius Chair of Civil Law an der University of Oxford ab.
Seit 2007 ist Jansen Hauptantragsteller und seit 2010 Vorstandsmitglied im Exzellenzcluster „Religion und Politik“ an der Universität Münster; von 2019 bis 2022 war Jansen Vorstandssprecher.
Im Mai 2015 wurde er ordentliches Mitglied der Nordrhein-Westfälischen Akademie der Wissenschaften und der Künste.
Das Jahr 2023/24 verbrachte Jansen am Wissenschaftskolleg zu Berlin.

## Forschungsschwerpunkte
Jansen forscht schwerpunktmäßig historisch-vergleichend zum Schuldrecht sowie zu den historischen Grundlagen des europäischen Privatrechts und der europäischen Privatrechtsvereinheitlichung. Im Rahmen des Exzellenzclusters „Religion und Politik“ beschäftigte er sich mit dem Privatrecht in der Spanischen Spätscholastik sowie mit dem Verhältnis von Recht und gesellschaftlicher Differenzierung. Nils Jansen ist Herausgeber der Edition und Übersetzung des Werks De iustitia et iure caeterisque virtutibus cardinalibus des Jesuiten Leonardus Lessius († 1623).

## Veröffentlichungen (Auswahl)
- Die Struktur der Gerechtigkeit, Nomos, Baden-Baden 1998, ISBN 3-7890-5400-3 (Dissertation)
- Die Struktur des Haftungsrechts. Geschichte, Theorie und Dogmatik außervertraglicher Ansprüche auf Schadensersatz, Mohr Siebeck, Tübingen 2003, ISBN 3-16-147988-2 (Habilitationsschrift)
- Binnenmarkt, Privatrecht und europäische Identität. Eine historische und methodische Bestandsaufnahme, Mohr Siebeck, Tübingen 2004, ISBN 3-16-148205-0
- Beyond the State: Rethinking Private Law, American Journal of Comparative Law 56/3 (2008), S. 525–844 (Sonderband, hrsgg. gemeinsam mit Ralf Michaels); erweitert und überarbeitet erschienen bei Mohr Siebeck, Tübingen 2008, ISBN 978-3-16-149862-6
- The Making of Legal Authority: Non-Legislative Codifications in Historical and Comparative Perspective, Oxford University Press, Oxford 2010, ISBN 978-0-19-958876-3[7]
- Revision des Verbraucher-acquis? Zwölf Thesen zum Kommissionsvorschlag eines Gemeinsamen Europäischen Kaufrechts und zur Zukunft des europäischen Vertragsrechts, Zentrum für Europäisches Wirtschaftsrecht der Universität Bonn, Vorträge und Berichte, Bd. 196, Bonn 2012
- The Structure of Tort Law. Oxford University Press, Oxford 2022 (Translated by Sandy Steel), ISBN 978-0-19-870505-5
- Theologie, Philosophie und Jurisprudenz in der spätscholastischen Lehre von der Restitution. Außervertragliche Ausgleichsansprüche im frühneuzeitlichen Naturrechtsdiskurs, Mohr Siebeck, Tübingen 2013, ISBN 978-3-16-152425-7[8]
- Kommentare in Recht und Religion, Mohr Siebeck, Tübingen 2014 (hrsgg. gemeinsam mit David Kästle), ISBN 978-3-16-152879-8
- Privatrechtstheorie heute. Perspektiven deutscher Theoriebildung, Mohr Siebeck, Tübingen 2017 (hrsgg. gemeinsam mit Michael Grünberger), ISBN 978-3-16-155153-6
- Recht und gesellschaftliche Differenzierung, Mohr Siebeck, Tübingen 2019, ISBN 978-3-16-157731-4

Herausgeber
- The Development and Making of Legal Doctrine, The Comparative Study of the Development of Torts in Europe, vol. VI, Cambridge University Press, Cambridge 2010, 2. Aufl. Paperback 2014, ISBN 978-0-521-19412-9
- mit Peter Oestmann: Gewohnheit. Gebot. Gesetz. Normativität in Geschichte und Gegenwart: eine Einführung, Mohr Siebeck, Tübingen 2011, ISBN 978-3-16-150911-7
- mit Reinhard Zimmermann: Commentaries on European Contract Laws, Oxford University Press, Oxford 2018.
- Leonardus Lessius: De iustitia et iure caeterisque virtutibus cardinalibus. Über die Gerechtigkeit und das Recht und die übrigen Kardinaltugenden
  - Teil 1: De prudentia. Über die Klugheit. De iustitia in genere eqs. Grundbegriffe. Übersetzt von Klaus Wille unter Mitarbeit von Konstantin Liebrand, herausgegeben von Nils Jansen. Frommann-Holzboog, Stuttgart 2020, ISBN 978-3-7728-2901-7
  - Teil 2: De restitutione. Über die Restitution. Übersetzt von Klaus Wille unter Mitarbeit von Konstantin Liebrand, herausgegeben von Nils Jansen. Frommann-Holzboog, Stuttgart 2022, ISBN 978-3-7728-2902-4